# Omer Simeon
Omer Simeon (New Orleans, 21 juli 1902 - New York, 17 september 1959) was een Amerikaanse jazz-klarinettist en saxofonist.
Simeon verhuisde met zijn familie in 1914 naar Chicago, waar hij klarinetles kreeg van Lorenzo Tio. Hij speelde in de band van zijn broers, de Al Simeon's Hot Six, daarna werkte hij in het Creole Orchestra van Charlie Elgar (1923-1927). In 1926 en 1928 speelde hij mee op verschillende klassieke opnames van Jelly Roll Morton. Hij toerde met Kid Ory (1927) en speelde bij Luis Russell (1928). Terug in Chicago was hij actief in het orkest van Erskine Tate (1928-1930) en maakte hij onder eigen naam opnames voor Brunswick Records (1929). In 1930 speelde hij mee op opnames van Harry Dial. Van 1931 tot circa 1937 had hij een plek in het orkest van Earl Hines, daarna speelde hij kort bij Horace Henderson, Walter Fuller en Coleman Hawkins. Hij was lid van de band  van Jimmie Lunceford, ook nadat de leider overleden was en de band in handen was van Ed Wilcox (1942-1950). In 1944 en 1945 was hij muzikant bij opnames van Kid Ory. In zijn latere jaren werkte hij met Wilbur de Paris.
Simeon is te horen op opnames van onder meer Sidney DeParis, Art Hodes, Fletcher Henderson, Louis Armstrong, Lionel Hampton, Big Maybelle, Leadbelly, Reuben Reeves, Jabbo Smith en Stéphane Grappelli.
Simeon overleed in 1959 aan de gevolgen van kanker.

## Discografie
- Omer Simeon Trio with James P. Johnson
- Rare Cuts: Well Done,Vol. 7, Jazz Crusade, 2005

## Externe link

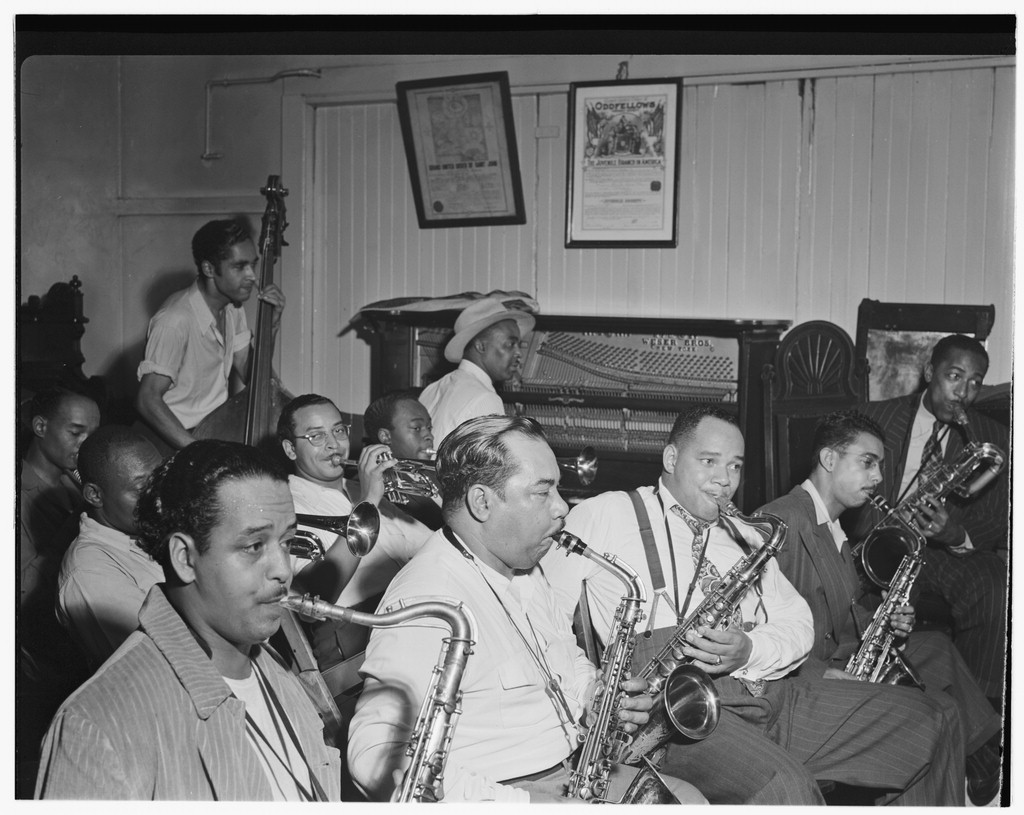
Joe Thomas, Eddie Wilcox en Omer Simeon, Loyal Charles Lodge No. 167, New York, in oktober 1947